# La Bisbal del Penedès
La Bisbal del Penedès (spanisch La Bisbal del Panadés) ist eine Gemeinde (municipi) mit 4.168 Einwohnern (Stand: 2024) in der Provinz Tarragona in der Autonomen Gemeinschaft Katalonien im Nordosten Spaniens.

## Geographische Lage
La Bisbal del Penedès liegt zwischen Barcelona (60 km in westsüdwestlicher Richtung entfernt) und Tarragona (30 km in ostnordöstlicher Richtung entfernt) in einer Höhe von ca. 190 m. Die Autopista AP-2 führt durch die Gemeinde.

## Bevölkerungsentwicklung
| Jahr      | 1970 | 1981 | 1991 | 2001 | 2011 | 2021 |
| Einwohner | 1263 | 1219 | 1388 | 2078 | 3373 | 3830 |

## Sehenswürdigkeiten
- Marienkirche (Església de Santa Maria)
- Christinenkapelle

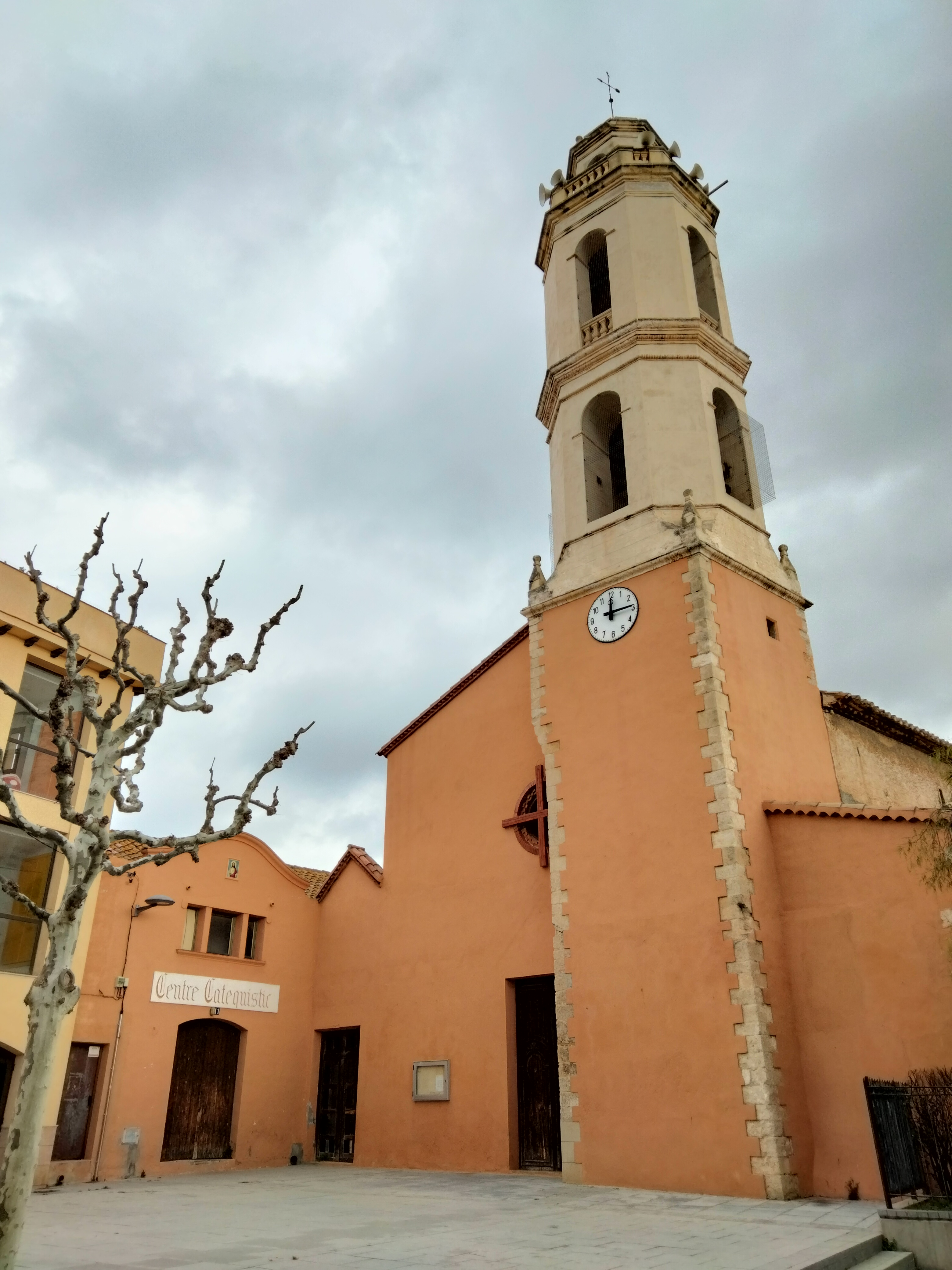
Marienkirche
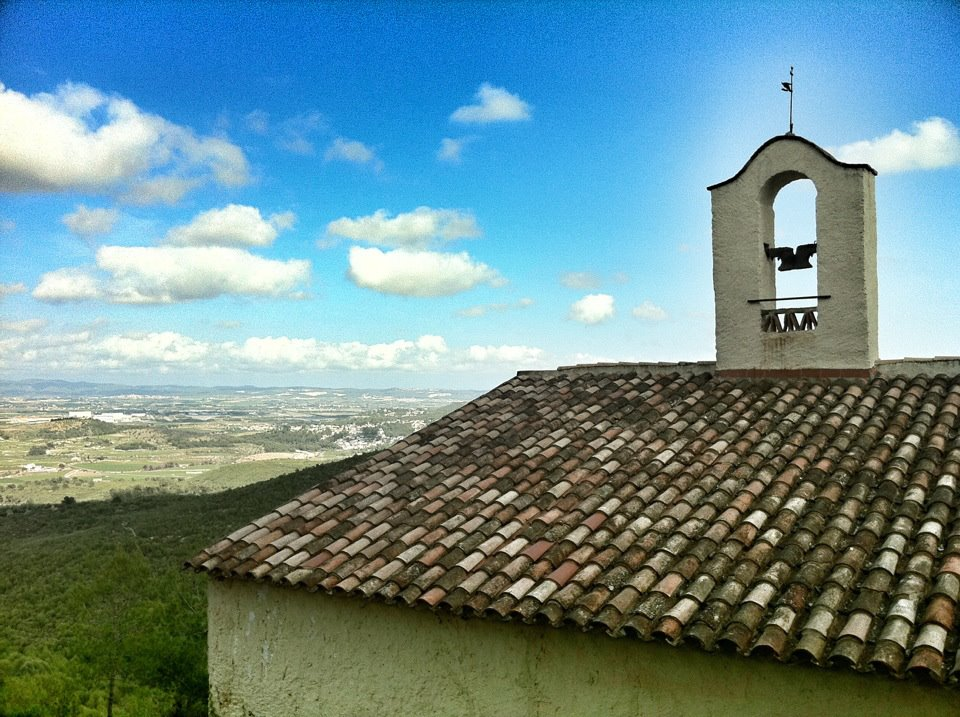
Christinenkapelle
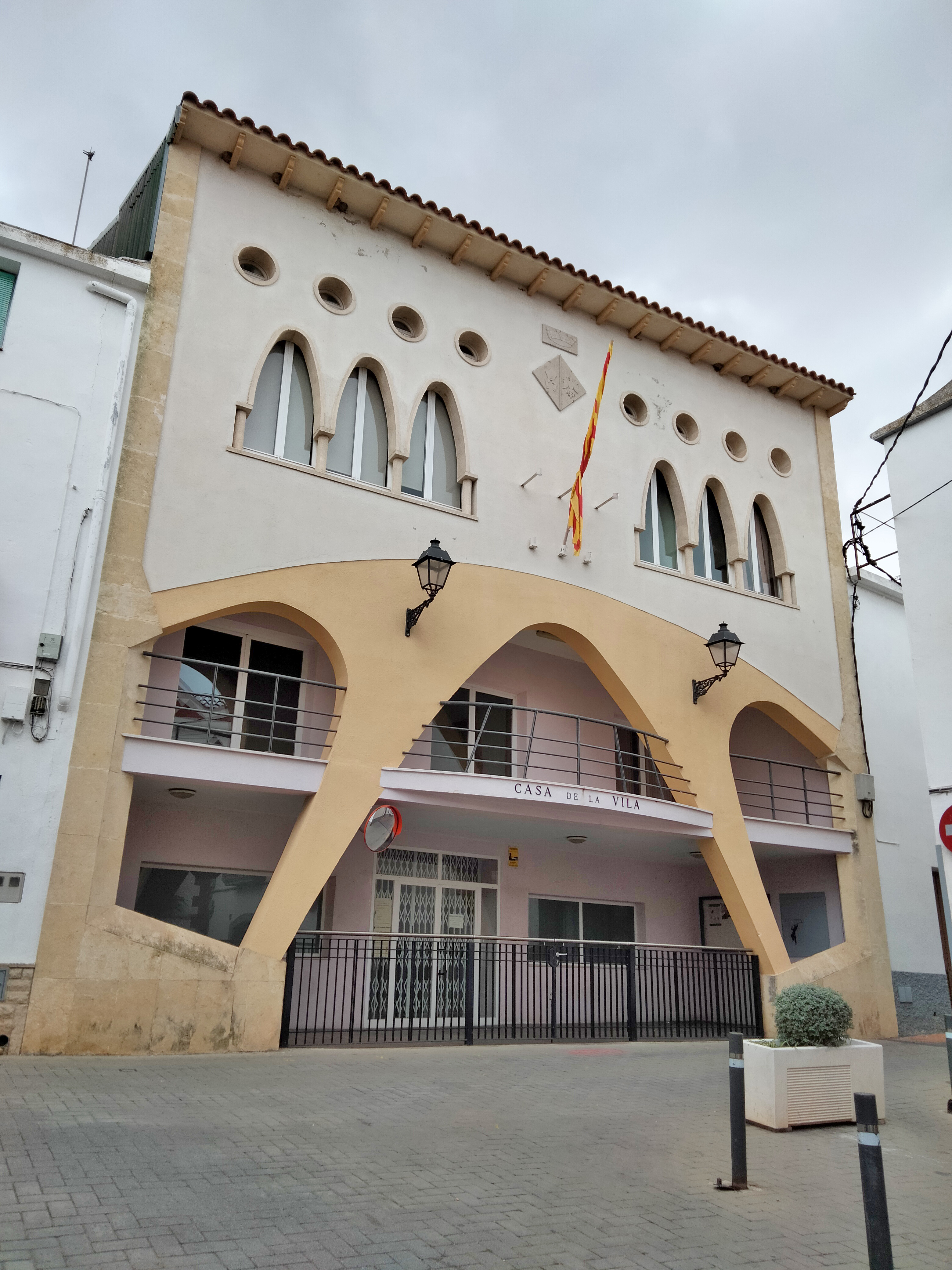
Rathaus

## Persönlichkeiten
- Felip Olivelles (1657–1702), Musiker